# The Well (film 2023)
The Well è un film del 2023 diretto da Federico Zampaglione.

## Trama
Lisa Gray, una restauratrice d'arte americana, viene chiamata dalla duchessa Emma Malvisi a eseguire un lavoro di restauro nel suo antico palazzo, che si trova in un piccolo paese italiano, Sambuci, vicino a Tivoli. Sul pullman che la porta al paese, Lisa incontra tre escursionisti naturisti. All'arrivo del pullman, Lisa e gli altri si separano: mentre lei si reca in un albergo del paese, i tre amici si accampano nel bosco per trascorrervi la nottata, ma nel cuore della notte vengono picchiati e rapiti.
Il mattino successivo, Lisa attende un autobus che la porti al palazzo della duchessa, ma un giovane del posto, Marcus, la informa che non fa più servizio. Quando Lisa gli dice dove è diretta, lui si offre di accompagnarla: è proprietario di un pub lì vicino. Una volta arrivata, Lisa viene informata dalla duchessa che il suo compito è quello di eseguire, tassativamente in due settimane, un'operazione di recupero di un dipinto medievale gravemente danneggiato da un incendio. Deve eliminare un grosso strato di fuliggine che copre del tutto il dipinto. La ragazza fa anche le conoscenza di Giulia, la figlia della duchessa, una tredicenne sempre triste e arrabbiata.
Intanto, nei sotterranei, un guardiano gigantesco uccide un prigioniero e uno degli escursionisti che ha catturato e li dà in pasto a un mostro chiuso dentro un pozzo, il quale in cambio versa un po' del suo sangue in un secchio che l'uomo gli cala dall'alto. Man mano che il lavoro di restauro procede, Lisa nota particolari inquietanti del quadro che vengono alla luce. Raffigura una sorta di demone che osserva una ragazza legata sul rogo. A causa delle suggestioni che il quadro le trasmette, Lisa è tormentata da incubi tremendi.
Mentre il restauro si avvia verso la conclusione, Giulia racconta a Lisa strane storie sul dipinto che riguardano un'antica maledizione su un mostro nel sotterraneo il quale viene nutrito con i corpi di malcapitate vittime e in cambio dona il suo sangue che garantisce eterna giovinezza a chi lo beve. La restauratrice è scettica, fino a quando la ragazza le parla dei tre escursionisti rapiti e si offre di mostrarle dove sono stati portati. Lisa riesce a introdursi nei sotterranei e salva l'ultima superstite che però viene uccisa da Marcus, armato di balestra, complice della duchessa. È la sera dell'ultimo giorno del restauro: Marcus trascina Lisa nella stanza del quadro: deve finire il suo lavoro non ancora terminato entro mezzanotte, in modo che, illuminato dai raggi della luna rossa, possa conferire altri 500 anni di immortalità agli abitanti del castello. Prima che il restauro sia finito, Giulia interviene: stanca di essere da secoli una tredicenne e di non poter crescere a causa della maledizione, minaccia di dar fuoco al quadro e quando Marcus tenta di fermarla, Lisa cerca di difenderla e Marcus la colpisce con una freccia. Intanto il tempo trascorre e quando Marcus si appresta a finire Lisa con un coltello, la mezzanotte è passata e tutti gli abitanti del castello si trasformano in cenere, compresa Giulia, finalmente libera dalla sua maledizione. Intanto, il mostro, che era stato invocato 500 anni addietro con un rituale dalla duchessa, e che si era liberato uccidendo il guardiano, entra nella stanza ma viene di nuovo soggiogato da Lisa, che legge il rituale scritto nella pergamena raffigurata nel dipinto. Trent'anni dopo: Lisa, nuova padrona del palazzo e del mostro, mostrando un inaspettato senso per gli affari, commercia sangue del mostro vendendolo a ricchi e potenti.

## Produzione
Il film, prodotto da Iperuranio Film in collaborazione con CG Entertainment, è stato girato dal 6 marzo 2023 per quattro settimane, tra Sambuci e Roma.

## Promozione
Il film è stato presentato in anteprima al Festival del Cinema di Sitges a Barcellona.

## Distribuzione
The Well è previsto in distribuzione nelle sale italiane dal 1º agosto 2024. È stato venduto per la distribuzione nei cinema in 104 paesi, tra cui Stati Uniti d'America, Gran Bretagna, Germania e Giappone.

## Accoglienza

### Incassi
Il film ha incassato poco più di 100000 €.

### Critica
Su Rotten Tomatoes ha un indice di gradimento dell'88%, con 8 recensioni ed un punteggio medio di 6.8 su 10.
Giacomo Calzoni su Sentieri Selvaggi promuove il film scrivendo che «Zampaglione ritorna all’horror con un film crudo e violento, dimostrando di aver compreso la migliore lezione di Argento: quella di ritornare a un cinema di bottega, libero e personale».